# El arte de la heráldica: una enciclopedia de armería
El arte de la heráldica: una enciclopedia de armería (en inglés: The Art of Heraldry: An Encyclopædia of Armory pronunciado /ði ˈɑrt əv ˈhɛrəldɹi/) es un libro sobre heráldica y armería con ilustraciones a blanco y negro y láminas a color escrito por Arthur Charles Fox-Davies y publicado en 1904. El libro se encuentra en dominio público debido a que los derechos de autor expiraron en 1998.

## Descripción
Originalmente el libro fue concebido como una traducción al inglés del Atlas Heráldico de Hugo Gerhard Ströhl; sin embargo Fox-Davies modificó y amplió tanto su contenido que llegó a ser una obra original, especialmente concentrada en historia, teoría y práctica de la heráldica inglesa. El texto de Ströhl fue traducido por su hermana Grace Muriel Fox-Davies, mientras que él redactó capítulos originales con la colaboración de Sir James Balfour Paul, C.H. Athill, Cyril Davenport, Albert Hartshorne and Walter J. Kaye.

## Trayectoria editorial
El libro fue editado en 1976 en 500 páginas a blanco y negro por un editor estadounidense y a color en 1986 por un editor en Londres. También se editó una edición de bolsillo bajo el título A Complete Guide to Heraldry; muy popular e influyente.